# روس مارشال
روس مارشال (بالإنجليزية: Ross Marshall)‏ هو لاعب كرة قدم بريطاني، ولد في 9 أكتوبر 1999 في نورتش في المملكة المتحدة.